# 謝介石
謝介石（しゃかいせき、1878年〈光緒4年〉5月3日 - 1954年）は、満洲国初代外交部総長。満洲国の台湾人で最高官職に就任した人物である。字は又安（幼安とも作る）。

## 生涯
幼少にして私塾に学び、日本統治時代には新竹国語伝習所で日本語を学び、伊藤博文が訪台した際には通訳を務めている。その後日本に留学、明治大学法学部を卒業後、天津の張勲の下で勤務した。
1904年10月から二年間、台湾協会専門学校（現・拓殖大学）台湾語教師。1915年、日本国籍を放棄し中華民国国籍を取得、張勲が1917年に溥儀の復辟を画策した計画に謝介石も参加している。
1927年、謝介石は溥儀の外務部右丞兼天津行在御前顧問に就任、その後吉林省に赴任し、吉林省省長熙洽の吉林省陸軍部尚書に転任している。1932年（大同元年）3月9日に満洲国が正式に建国され、翌10日に謝は初代外交部総長に任官された。同年、中華民国国籍を放棄し、満洲国国籍を取得した。1935年（康徳2年）5月21日、参議府参議に移ったが、直後の25日に初代駐日満州国全権大使に起用されている。謝介石の満洲国での成功を見た多くの台湾人が満洲にわたり、行政機関への就職を求めている。謝介石は台湾への一時帰国を果たし、またその後は実業部長などを歴任した。
1937年（康徳4年）6月、謝介石は駐日大使を辞任して満洲国に戻り、その後は満洲国国営事業の董事長などを務めた。日本の敗戦により満洲国が瓦解すると漢奸として逮捕され、その後北京の獄中で病死した。